# Hypena infuscata
Hypena infuscata là một loài bướm đêm trong họ Erebidae.